# Jungiella geniculata
Jungiella geniculata är en tvåvingeart som beskrevs av Krek 1971. Jungiella geniculata ingår i släktet Jungiella och familjen fjärilsmyggor. Inga underarter finns listade i Catalogue of Life.